# 平坂読
平坂 読（ひらさか よみ）は、日本の小説家、ライトノベル作家、ゲームシナリオライター、作詞家、漫画原作者。岐阜県出身。ペンネームの由来は黄泉比良坂から。岐阜県立長良高等学校卒。

## 経歴
『ホーンテッド!』で第0回MF文庫Jライトノベル新人賞（メディアファクトリー主催）優秀賞を受賞し、2004年に同作でデビュー。
以後、MF文庫J（メディアファクトリー）よりライトノベル作品を発表し続けていたが、『このライトノベルがすごい!2011』のインタビューの際に、GA文庫（ソフトバンククリエイティブ）より『魔王からは逃げられない（仮題）』（略称「はげない」）が発売予定であると発表された。しかし、2015年時点で実現には至っていない。2015年3月よりガガガ文庫（小学館）より『妹さえいればいい。』が刊行されている。
著作の『ラノベ部』は『このライトノベルがすごい!』2010年度版で協力者票第1位、『僕は友達が少ない』は同2011年度版作品ランキングで2位となった。
また、『僕は友達が少ない』は、2011年に最も売れたライトノベルとなった。

## 作風
『ソラにウサギがのぼるころ』2巻まで改行をしない独特なあとがきを多用していたが、現在は普通に改行している。

## 作品

### ライトノベル
- ホーンテッド!（『MF文庫J』、イラスト：片瀬優、2004年9月 - 2005年8月、全4巻）
- ソラにウサギがのぼるころ（『MF文庫J』、イラスト：湊ヒロム、2006年3月 - 12月、全4巻）
- ねくろま。（『MF文庫J』、イラスト：じろう、2007年6月 - 2008年11月、全6巻、「∞（インフィニティ）。」2009年4月）
- ラノベ部（『MF文庫J』、イラスト：よう太、2008年9月 - 2009年7月、全3巻）
- 僕は友達が少ない（『MF文庫J』、イラスト：ブリキ、2009年8月 - 2015年8月 、全11巻、「CONNECT」2012年12月）
- 妹さえいればいい。（『ガガガ文庫』、イラスト：カントク、2015年3月 - 2020年2月、全14巻）
- 〆切前には百合が捗る（『GA文庫』、イラスト：U35、2020年12月 - 、既刊2巻）
- 変人のサラダボウル（『ガガガ文庫』、イラスト：カントク、2021年10月 - 、既刊7巻）

#### アンソロジー所収
- まりあ†ほりっくアンソロジー（『MF文庫J』、原作：遠藤海成、2009年3月） - 「かなこさんをさがせ!」収録
- 僕は友達が少ない ゆにばーす（（『MF文庫J』、イラスト：ブリキ、2011年11月） - 「魔法少女うんこ☆マリア」収録
- 僕は友達が少ない ゆにばーす2（（『MF文庫J』、イラスト：ブリキ、2013年2月） - 「鍵」収録
- 魔術士オーフェンアンソロジー（『TOブックス』、原作：秋田禎信、2019年11月） - 「いろいろ無謀すぎるだろ！」収録

### 漫画原作
- 隻眼ノ少年 オカルトメイデン〜影章〜（『ヤングガンガン』、作画：茶戸、2014年1月 - 2014年8月、全2巻）
- オカルトメイデン 陽章 鬼を継ぐ少年（『月刊コミックアライブ』、作画：ヒロイチ、2013年12月号 - 2015年1月号、全1巻）

### ゲームシナリオ
- オカルトメイデン（スクウェア・エニックス、2013年11月）
- チェインクロニクル、メディアファクトリーコラボシナリオ（セガ、2014年）
- チェインクロニクル、KADOKAWAコラボメインシナリオ（セガ、2016年）

### TRPG出演
- グランクレスト・リプレイ ライブシリーズ ライブ・ファクトリー（『富士見ドラゴンブック』、著：矢野俊策、2014年2月 - 12月）

## 楽曲提供
2011年
- FLOWER（作詞）

2013年
- Be My Friend（作詞）
- 僕らの翼（作詞）
- ブレス（作詞）
- FANTASISTA（作詞）
- 君と僕（作詞）

## アニメ
2013年
- 僕は友達が少ないNEXT（シリーズ構成〈浦畑達彦と共同〉）

2017年
- 妹さえいればいい。（シリーズ構成・脚本）

2024年
- 変人のサラダボウル（シリーズ構成・脚本〈山下憲一と共同〉）